# 제3차 이손초 전투
제3차 이손초 전투는 1915년 10월 18일부터 11월 3일까지 오스트리아-헝가리 제국 육군과 이탈리아 왕국 육군 사이에 벌어진 전투이다.

## 배경
두 차례의 공세가 실패한 이후, 이탈리아군은 두달 반에 걸친 휴식으로 제1차,제2차 이손초 전투에서 입은 손실을 회복했다. 총사령관 루이지 카도르나는 포병 운용의 중요성을 다시금 인식하고 1200여 문의 포를 전선에 집중 배치했다. 이 공세의 목적은 오스트리아군 교두보인 보베츠(이탈리아명 피아초)를 점령하고, 가능하다면 요새도시 고리치아까지 진출하는 것이었다. 그러나 카도르나는 여전히 소차 강을 따라 전선에 병력을 길게 늘어뜨려놓았고, 전선의 어느 부분에서도 명확한 중점을 형성할 수 없었다. 그에 반해 오스트리아군은 필요한 때에 화력을 전선 어디라도 집중할 수 있었다.

## 전투
대규모 포격의 도움으로 이탈리아군은 카날오브소치 근처의 피아베와, 바니시체 고원의 남쪽 면까지 진격할 수 있었다. 또한 이전에 점령한 산미켈레 산의 부대는 고리치아를 방어하던 오스트리아군을 측면 공격하였다. 산미켈레 산과 크라스 고원은 제3군의 맹공과 오스트리아-헝가리 증원군 사이에 벌어진 혈전의 무대가 되었고, 양측 다 중대한 손실을 입었다. 여기서는 보로에비치의 전술적 능력이 빛을 발했다. 한정된 지역에도 불구하고 그의 적절한 증원 투입으로 오스트리아군은 큰 피해에도 불구하고 거점을 지켜낼 수 있었다.
이렇게 이탈리아군의 공세는 저지되었고, 전투는 2주간의 소강상태를 끝으로 종료되었다.

## 같이 보기
- 제1차 이손초 전투
- 제2차 이손초 전투

## 참고 문헌
- Macdonald, John, and Željko Cimprič. Caporetto and the Isonzo Campaign: The Italian Front, 1915-1918. Barnsley, South Yorkshire: Pen & Sword Military, 2011. ISBN 9781848846715 OCLC 774957786
- Schindler, John R. (2001). 《Isonzo: The Forgotten Sacrifice of the Great War》. Praeger. ISBN 0275972046. OCLC 44681903.
- Bauer, E., 1985: Der Lowe vom Isonzo, Feldmarschall Svetozar Boroević de Bojna. Aufl. Styria. Graz
- Boroević, S., 1923: O vojni proti Italiji (prevod iz nemškega jezika). Ljubljana
- Comando supremo R.E. Italiano, 1916: Addestramento della fanteria al combattimento. Roma. Tipografia del Senato